# Xã Elkhorn, Quận Dodge, Nebraska
Xã Elkhorn (tiếng Anh: Elkhorn Township) là một xã thuộc quận Dodge, tiểu bang Nebraska, Hoa Kỳ. Năm 2010, dân số của xã này là 377 người.